# Марија Мичел
Марија Мичел (/мәˈраɪә/; Нантакет, 1. август 1818 — Лин, 28. јун 1889) била је амерички астроном, библиотекар, природњак и педагог. Године 1847. открила је комету по имену 1847 VI (модерна ознака C/1847 T1) која је касније у њену част била позната као „Комета госпођице Мичел“. За своје откриће добила је златну медаљу, коју јој је уручио дански краљ Кристијан VIII 1848. Марија Мичел је била прва међународно позната жена која је радила и као професионални астроном и као професор астрономије након што је прихватила позицију на Васар колеџу 1865. Била је и прва жена изабрана за члана Америчке академије уметности и науке и Америчког удружења за унапређење науке.
Њено име носе Удружење Марија Мичел, Опсерваторија Марија Мичел и акваријум Марија Мичел.

## Младост (1818–1846)
Марија Мичел је рођена 1. августа 1818. године на острву Нантакет, у држави Масачусетс, у породици Лидије Колман Мичел, библиотекарске раднице, и Вилијама Мичела, школског учитеља и астронома аматера. Треће од десеторо деце, Марија и њена браћа и сестре, одрасли су у квекерској религији. Вилијам Мичел је сву своју децу образовао о природи и астрономији, а запослење њене мајке у две библиотеке омогућило им је приступ разним књигама. Марија је наводно показала рано интересовање и таленат за астрономију и математику. Отац ју је научио да рукује бројним астрономским инструментима укључујући хронометре, секстанте, рефракторе и телескопе Доланд. Марија је често помагала свом оцу у раду са локалним поморцима и у његовим посматрањима ноћног неба.
Поред тога, значај Нантакета као луке за лов на китове значио је да су жене морнара биле остављене месецима, понекад и годинама, да воде послове код куће док су њихови мужеви били на мору, подстичући тако атмосферу релативне независности и једнакости за жене са острва.
Након што је као дете похађала малу школу Елизабет Гарднер, Мичелова се уписала у Северну гимназију, где је њен отац био први директор. Када је Марија Мичел имала 11 година, њен отац је основао сопствену школу у улици Хауард. Тамо је била студент, а такође и асистент у настави свом оцу. Године 1831, са 12 година, Мичелова је помогла свом оцу да израчуна тачан тренутак помрачења Сунца.
Школа Вилијама Мичела је затворена, а након тога је Марија похађала школу за младе даме Унитаријанца Сајруса Пирса до своје 16. године. Касније је радила за Пирса као његов асистент у настави пре него што је отворила сопствену школу 1835. Мичелова је развила експерименталне наставне методе, које је касније користила током свог професорског рада на Васар колеџу. Дозволила је обојеној деци да похађају њену школу, иако је локална јавна школа још увек била расно сегрегирана.
Године 1836, Мичелова је почела да ради као први библиотекар у Нантакет Атенеуму, позицији коју је обављала 20 година. Ограничено радно време ове институције омогућило је Мичеловој да помогне свом оцу у низу астрономских посматрања и географских прорачуна за Истраживање обала Сједињених Држава и да настави сопствено образовање. Марија и њен отац радили су у малој опсерваторији изграђеној на крову зграде Пацифичке банке са екваторијалним телескопом од четири инча који је обезбеђивао истраживање. Поред тражења маглина и двоструких звезда, овај пар је демонстрирао географске ширине и географске дужине рачунајући висине звезда и кулминације и окултације Месеца.
Године 1843, Мичелова је прешла у унитаризам, иако је физички присуствовала унитаристичкој цркви тек више од двадесет година касније. Њен одлазак из квекерске вере није проузроковао раскид са породицом, са којом је изгледа остала блиска. Историчари имају ограничено знање о овом периоду у Маријином животу јер је мало њених личних докумената остало пре 1846. Чланови породице Мичел веровали су да је уништила многа своја лична документа како би их сачувала приватним, будући да су били сведоци како су лични документи разнесени улицом у Великом пожару 1846. године, и због страха од новог пожара.

## Откриће "комете госпођице Мичел" (1847–1849)
У 22:50 увече, 1. октобра 1847. године, Мичелова је открила комету 1847 VI (модерна ознака C/1847 T1) користећи Долонд рефракциони телескоп са отвором од три инча и жижном даљином од четрдесет шест инча. Приметила је непознати објекат како лети небом у области где раније није приметила никакву другу активност и веровала је да је то комета. Комета је касније постала позната као „Комета госпођице Мичел“. Објавила је обавештење о свом открићу у Силмановом журналу у јануару 1848. под очевим именом. Следећег месеца је поднела свој прорачун орбите комете, чиме је потврдила да ју је она прва открила. Мичелова је прослављена на конвенцији у Сенека Фолсу због открића и прорачуна касније те године.
6. октобра 1848, Мичелова је награђена златном медаљом за своје откриће, од стране данског краља Кристијана VIII. Ову награду је претходно установио дански краљ Фредерик VI у част „првооткривача“ сваке нове телескопске комете, комете сувише слабе да би се видела голим оком. Привремено се појавило питање заслуга јер је Франческо де Вико независно открио исту комету два дана после Мичелове, али је први то пријавио европским ауторитетима. Мичелова је проглашена за прву која је открила комету и добила је награду. Једине претходне жене које су откриле комету биле су астрономке Каролина Хершел и Марија Маргарет Кирх.
Иако је награда послата писмом 1848. године, Мичелова је физички примила награду у Нантакету тек марта 1849. Постала је прва Американка која је добила ову медаљу и прва жена која је добила награду из астрономије.

## Средње године (1849–1864)
Мичелова је постала позната личност након њеног открића комете, са стотинама новинских чланака написаних о њој у наредној деценији. У свом дому у Нантакету, примала је бројне истакнуте академике као што су Ралф Волдо Емерсон, Херман Мелвил, Фредерик Даглас и Соџернер Трут. Године 1849, Мичелова је прихватила место у области рачунарства и теренског истраживања обале у Америчкој канцеларији наутичког алманаха. Њен рад се састојао од праћења кретања планета - посебно Венере - и састављања табела њихових позиција како би помогла морнарима у навигацији. Придружила се Америчком удружењу за унапређење науке 1850. године и спријатељила се са многим његовим члановима, укључујући директора Смитсонијан института, Џозефа Хенрија.
Мичелова је путовала у Европу 1857. Док је била у иностранству, обишла је опсерваторије савремених европских астронома сер Џона и Керолајн Хершел и Мери Сомервил. Такође је разговарала са бројним природњачким филозофима, укључујући Александра фон Хумболта, Вилијама Вевела и Адама Сеџвика пре него што је наставила путовање са Натанијелом Хоторном и његовом породицом. Мичелова се никада није удавала, али је током свог живота остала блиска са својом ужом породицом, чак је живела у Лину у Масачусетсу са сестром Кејт и њеном породицом 1888.

## Професор на Васар колеџу (1865–1888)
Иако Мичелова није имала факултетско образовање, њу је оснивач, Метју Васар, именовао за професора астрономије на Васар колеџу 1865. године и постала је прва жена професор астрономије. Мичелова је била прва особа именована на факултету, а такође је именована за директора Опсерваторије Васар колеџа, позицију коју је обављала више од две деценије. Мичелова је такође уређивала астрономску колумну часописа Scientific American током своје професорске функције. Делимично захваљујући њеном ангажовању, Васар Колеџ је уписао више студената математике и астрономије него Универзитет Харвард од 1865. до 1888. Године 1869, Мичелова је постала једна од првих жена изабраних у Америчко филозофско друштво, поред Мери Сомервил и Елизабет Кабот Агасиз. Добила је почасни докторат на Хановер колеџу, Универзитету Колумбија, и Женском колеџу Рутгерс.
Мичелова је користила многе неконвенционалне наставне методе у својим часовима. Није пријављивала ни оцене ни изостанке, залагала се за мала одељења и индивидуализовану пажњу, и укључивала је технологију и математику у своје часове. Иако су могућности каријере њених ученика биле ограничене њиховим полом, она је нагласила важност њиховог проучавања астрономије. „Не могу да очекујем да ћу направити астрономе“, рекла је она својим студентима, „али очекујем да ћете окрепити своје умове трудом у здравим начинима размишљања. Када смо изнервирани и узнемирени малим бригама, поглед у звезде показаће нам маленкост наших сопствених интереса“.
Истраживачка интересовања Марије Мичел су била разнолика. Фотографисала је планете као што су Јупитер и Сатурн, као и њихове месеце, и проучавала маглине, двоструке звезде и помрачења Сунца. Мичелова је такође развила теорије око својих запажања, као што је револуција једне звезде око друге у двоструким звезданим формацијама и утицај удаљености и хемијског састава у варијацијама боје звезда.
Мичелова је често укључивала своје ученике у своја астрономска запажања како на терену, тако и у опсерваторији Васар колеџа. Иако је почела да региструје сунчеве пеге оком 1868. године, она и њени ученици почели су да их свакодневно фотографишу 1873. Ово су биле прве редовне фотографије Сунца и омогућиле су јој да истражи хипотезу да су сунчеве пеге пре шупљине него облаци на површини Сунца. За потпуно помрачење Сунца 29. јула 1878. Мичелова и пет асистената отпутовали су са телескопом од 4 in (10 cm) у Денвер ради посматрања. Њени напори су допринели успеху Васарових дипломаца из науке и астрономије, јер ће двадесет пет њених ученика бити представљено у Ко је ко у Америци.
Након што је неко време предавала на Васару, Мичелова је открила да је плаћена мање од многих млађих професора. Марија Мичел и Алида Ејвери, једина друга жена на факултету у то време, тражили су повећање плате, што су и добили. Предавала је на колеџу до пензионисања 1888, годину дана пре смрти.

## Друштвени активизам
Године 1841. Мичелова је присуствовала конвенцији против ропства у Нантакету где је Фредерик Даглас одржао свој први говор, а такође се укључила у покрет против ропства бојкотом одеће од јужњачког памука. Касније се укључила у бројна друштвена питања као професор, посебно она која се односе на право гласа и образовање жена. Такође се спријатељила са разним сифражесткињама укључујући Елизабет Кејди Стантон. Након повратка са путовања по Европи 1873. године, Мичелова се придружила националном женском покрету и помогла у оснивању Удружења за унапређење жена, групе посвећене реформи образовања и промоцији жена у високом образовању. Обратила се на Првом женском конгресу Асоцијације у говору под називом Високо образовање жена у којем је описала рад Енглескиња које раде на приступу високом образовању на Гиртон колеџу у Кембриџу.
Мичелова се залагала за то да жене раде са скраћеним радним временом док стичу своје образовање како би не само олакшале плате мушкарцима који плаћају за њихово образовање, већ и да би се више жена оснажило да буду активне у послу. Такође је скренула пажњу на место жена у науци и математици и охрабрила друге да подрже женске факултете и женске кампање да раде у локалним школским одборима. Мичелова је служила као други председник Удружења за унапређење жена 1875. и 1876. пре него што је отишла на чело посебног Комитета за науку да анализира и промовише напредак жена у овој области. Задржала је ову функцију до своје смрти 1889.

## Смрт и наслеђе
Мичелова је умрла од болести мозга 28. јуна 1889. у Лину у Масачусетсу у 70. години. Сахрањена је на парцели 411, на гробљу Проспект Хил, Нантакет. Удружење Марија Мичел основано је да промовише науку о Нантакету и сачува заоставштину њеног рада. Удружење води Природњачки музеј, акваријум, научну библиотеку и истраживачки центар, кућни музеј Марије Мичел и опсерваторију названу у њену част -  опсерваторија Марије Мичел.
1989. године, Мичелова је добила награду од стране Националног пројекта за женску историју и уведена је у Националну кућу славних жена 1994. Била је имењакиња Либерти брода из Другог светског рата, СС Марија Мичел, а њујоршка приградска железница Метро север има воз по имену Комета Марије Мичел. У њену част назван је и кратер на Месецу. 1. августа 2013. претраживач Гугл одао је част Марији Мичел Гугл дудлом који је приказује у облику цртаног филма на врху крова како гледа кроз телескоп у потрази за кометама.
Њено јединствено место на раскрсници америчке науке и културе забележено је у бројним новијим публикацијама.

## Публикације
Током свог живота, Мичел је објавила седам ставки у Каталогу Краљевског друштва и три чланка са детаљима о својим запажањима у Силимановом журналу.

### Онлајн извори
- "Notice of a reward by the King of Denmark for the discovery of Comet", MNRAS 2 (1832) 59
- "Elements of Miss Mitchell's Comet", MNRAS 8 (1848) 130
- "Discontinuance of the King of Denmark's comet medal", AJ 1 (1850) 56 (due to First war of Schleswig)
- Maria Mitchell на сајту Пројекат Гутенберг (језик: енглески)